# Lunar Roving Vehicle

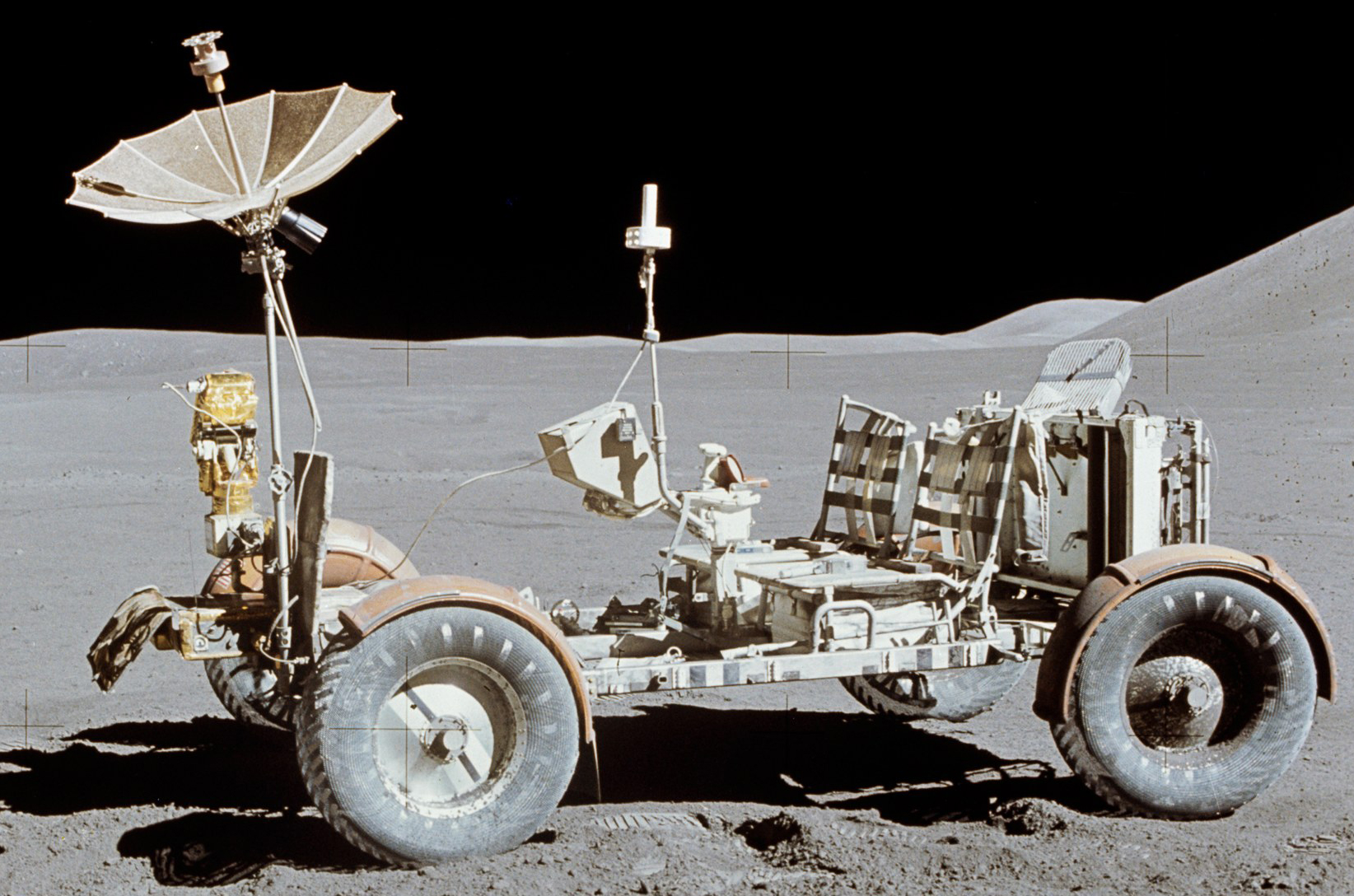
LRV von Apollo 15

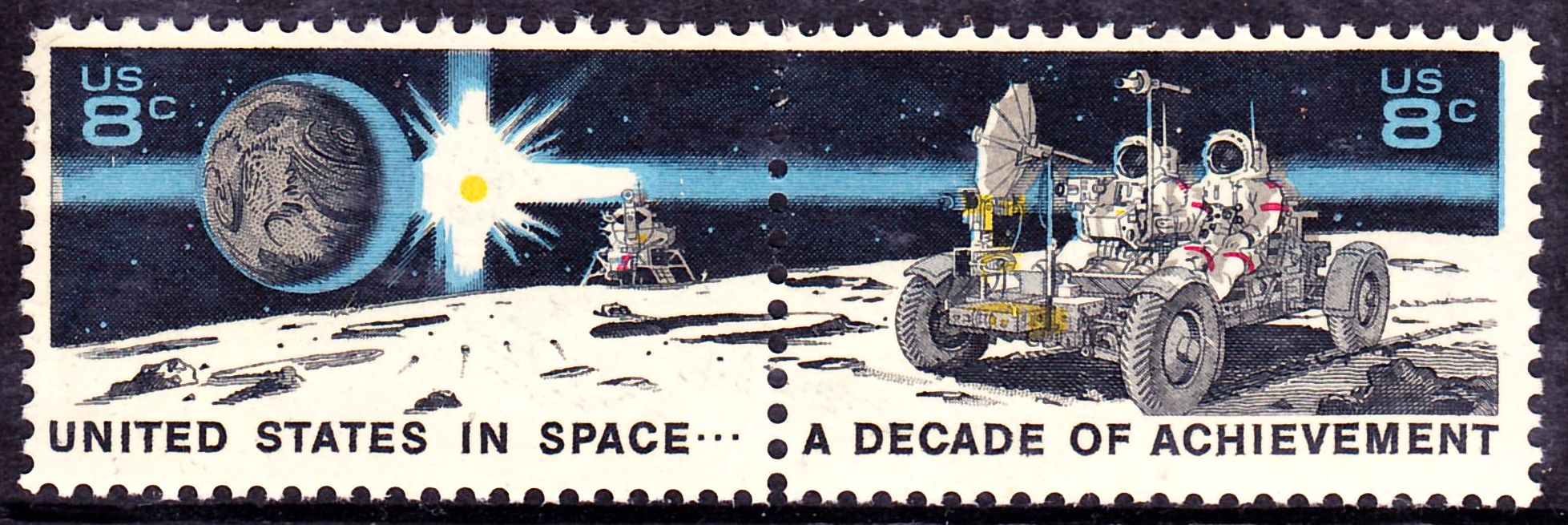
Briefmarke von 1971

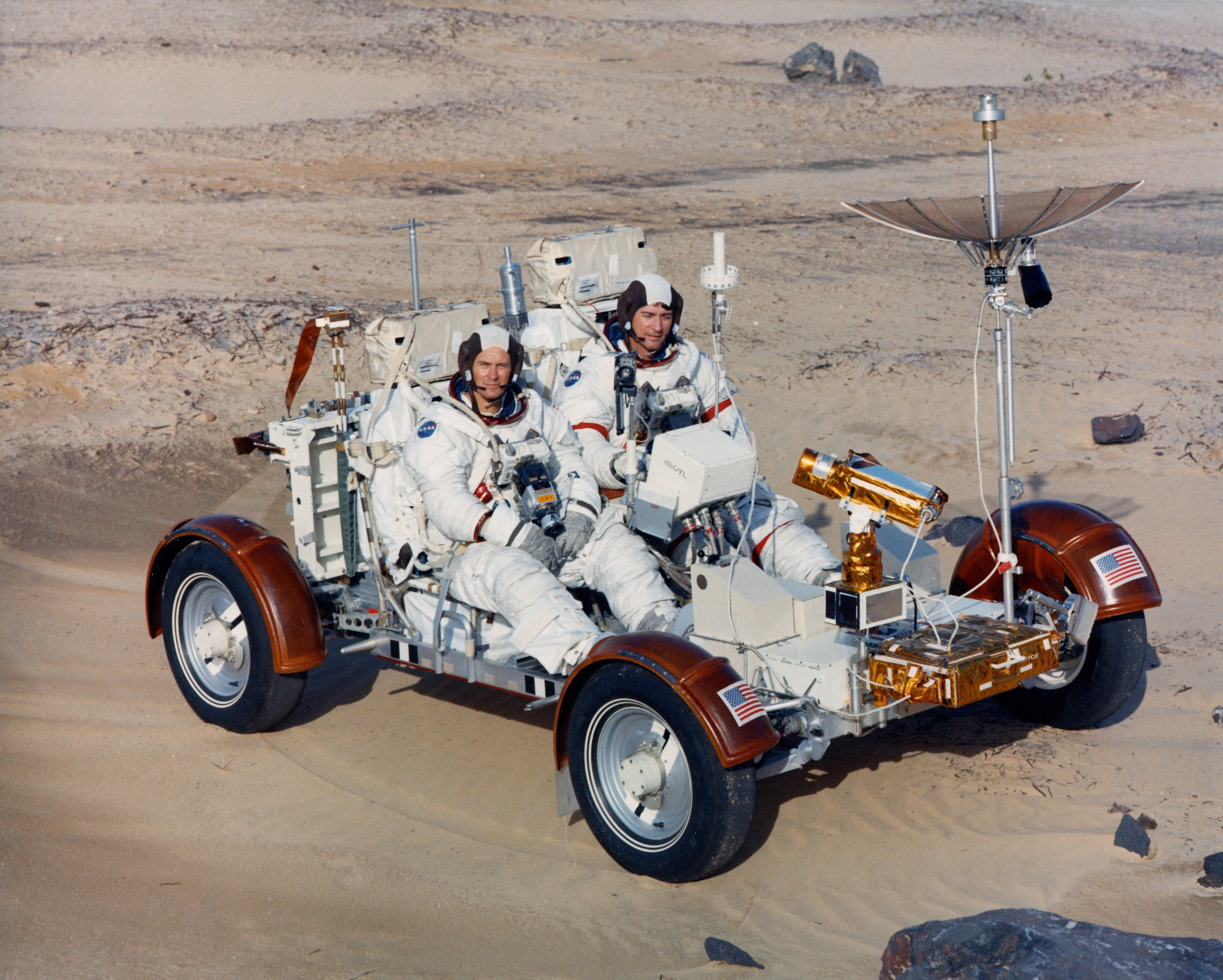
Charles M. Duke (links) und John W. Young (rechts) mit einem Trainings-LRV

Das Lunar Roving Vehicle (LRV) ist ein Elektrofahrzeugtyp mit hoher Geländegängigkeit, von dem drei Exemplare in den Jahren 1971 und 1972 im Rahmen von US-amerikanischen bemannten Mondmissionen der NASA als Rover auf dem Mond fuhren. Jeweils ein solches vierrädriges, zweisitziges Automobil wurde während der letzten drei der sogenannten J-Klasse-Apollo-Missionen (Apollo 15, 16 und 17) mitgeführt, um die Beweglichkeit der Astronauten zu erhöhen und auf dem Mond Nutzlasten zu transportieren.
Die Entwicklung begann 1969 unter der Leitung des ungarischen Ingenieurs Ferenc Pavlics im Forschungsinstitut von General Motors in Santa Barbara im Auftrag von Boeing Aerospace Corporation und dauerte lediglich 17 Monate. Den von Pavlics entworfenen Rädern war es zu verdanken, dass sich das LRV – von dem alle drei Exemplare auf dem Mond zurückgelassen wurden – unter den widrigen Bedingungen leicht bewegen konnte. Ein weiterer maßgeblicher Entwickler war Georg von Tiesenhausen.

## Aufbau

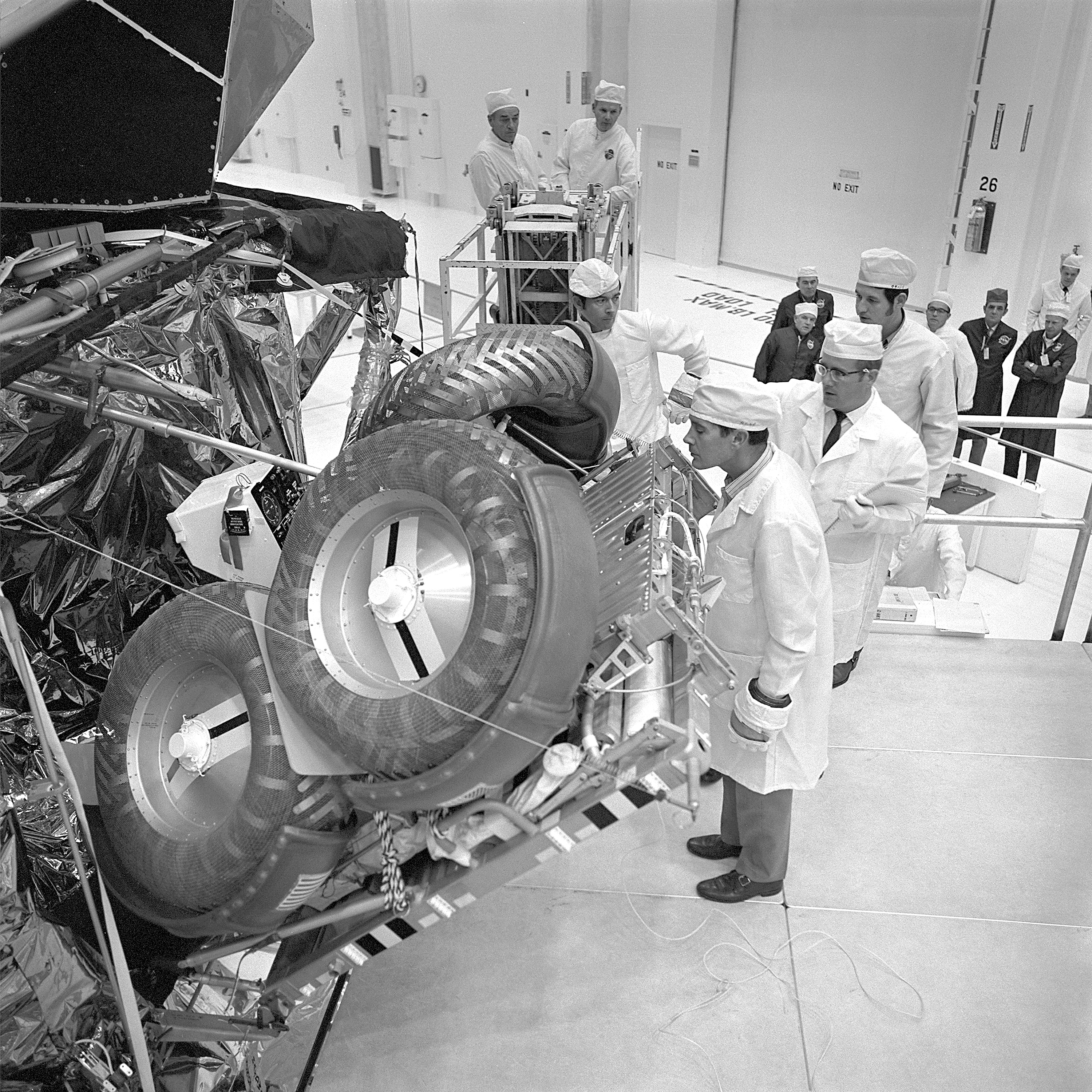
Zusammengefaltetes LRV am Landemodul von Apollo 16

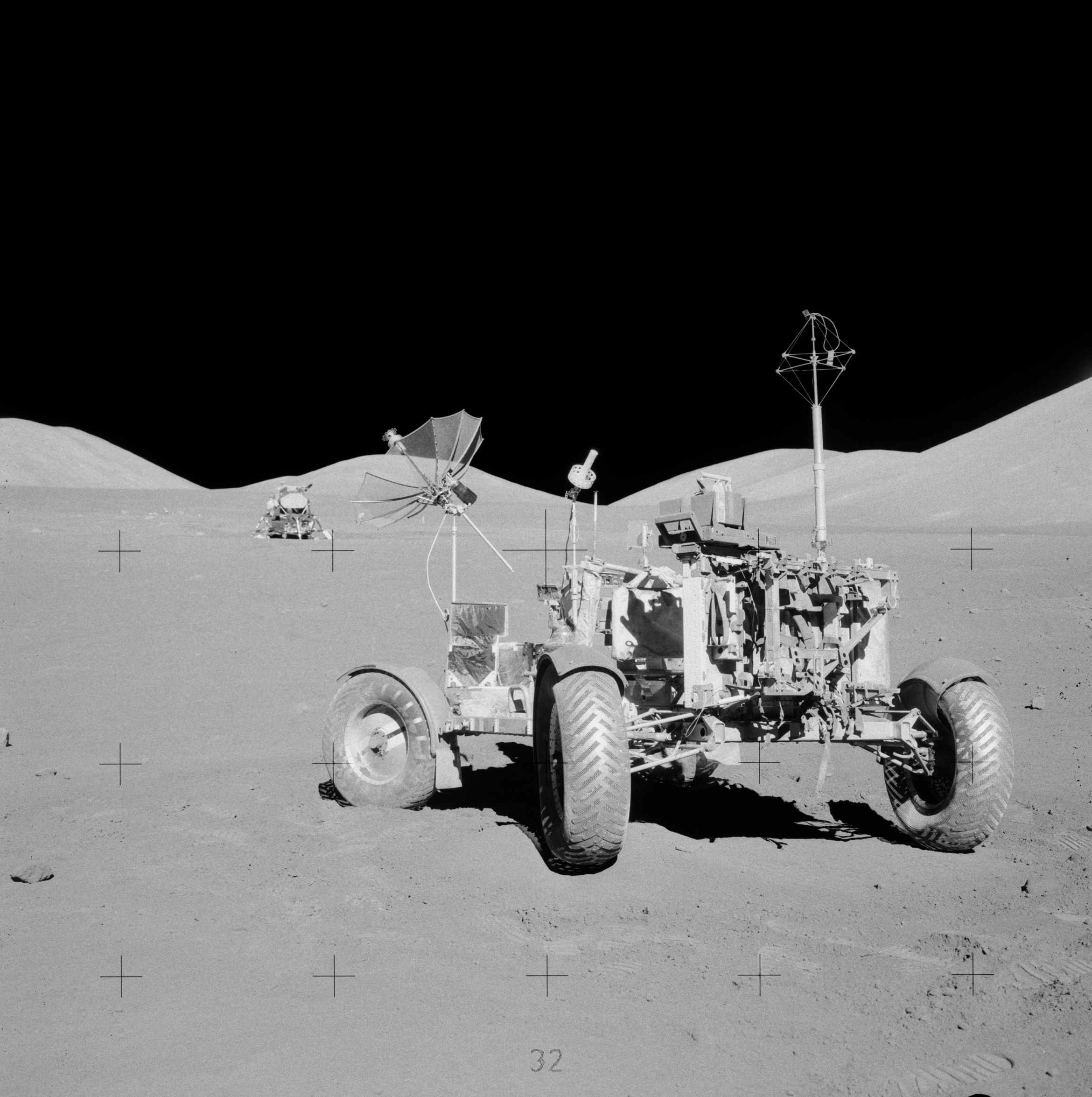
LRV von Apollo 15 im Gleichlauflenkungsmodus

Das LRV ist 3,1 m lang und hat einen Radstand von 2,3 m. Es besteht hauptsächlich aus Aluminium und hat eine Masse von 210 kg. Auf dem Mond konnten maximal 490 kg zugeladen werden, davon entfielen 353 kg auf die Astronauten und ihre Lebenserhaltungssysteme, 45,4 kg auf Kommunikationsausstattung, 54,5 kg auf wissenschaftliche Nutzlast und 27,2 kg auf Gesteinsproben. Vollbeladen betrug die Bodenfreiheit 36 cm. Das Chassis war faltbar konstruiert, so dass es bei einem Packmaß von 0,90 m × 1,50 m × 1,70 m außen am Quad 1 der Abstiegsstufe der Mondlandefähre (LM für Lunar Module) transportiert werden konnte. Quadrant 1 befand sich zwischen dem vorderen und dem linken Landebein der Abstiegsstufe (im Referenzsystem der Fähre zwischen dem +X- und −Y-Bein). Der Aufbau dauerte ungefähr 20 Minuten und wurde von den Astronauten über Seilzüge gesteuert, die eigentliche Entfaltung erfolgte durch Federkraft.
Angetrieben wurde das LRV von je einem 180-W-Elektromotor pro Rad, der mit diesem über ein mit 80:1 untersetztes Harmonic-Drive-Getriebe verbunden war. Die Lenkung wurde über je einen 72-W-Elektromotor pro Achse geregelt; der Fahrer steuerte das LRV per Joystick, der mittig positioniert und daher von beiden Sitzen erreichbar war. Für die Stromversorgung waren zwei von Eagle-Picher entwickelte, nicht wiederaufladbare 36-Volt-Silberoxid-Zink-Batterien mit einer Kapazität von jeweils 121 Ah zuständig; damit war eine Höchstgeschwindigkeit von 13 km/h und eine Strecke von maximal 92 km möglich. Navigiert wurde mittels eines Gyroskops und eines Kilometerzählers. Der Computer berechnete aus deren Daten die aktuelle Position relativ zum Landemodul. Die Kommunikationsausrüstung sowie zwei Kameras, davon eine fernsteuerbare Fernsehkamera, waren an der Front des LRV befestigt, während die Geräte zur Monderkundung in einem kleinen Gestell an der Rückseite Platz fanden. Die schirmförmige Richtantenne für die Fernsehbildübertragung im S-Band musste von den Astronauten mittels einer optischen Visiereinrichtung manuell auf die Erde ausgerichtet werden, so dass während der Fahrt nur eine Daten- und Sprechfunkverbindung bestand.
Das LRV besaß drei Lenkmodi: Vorderrad-, Hinterrad- und Gleichlauflenkung.

## Einsätze

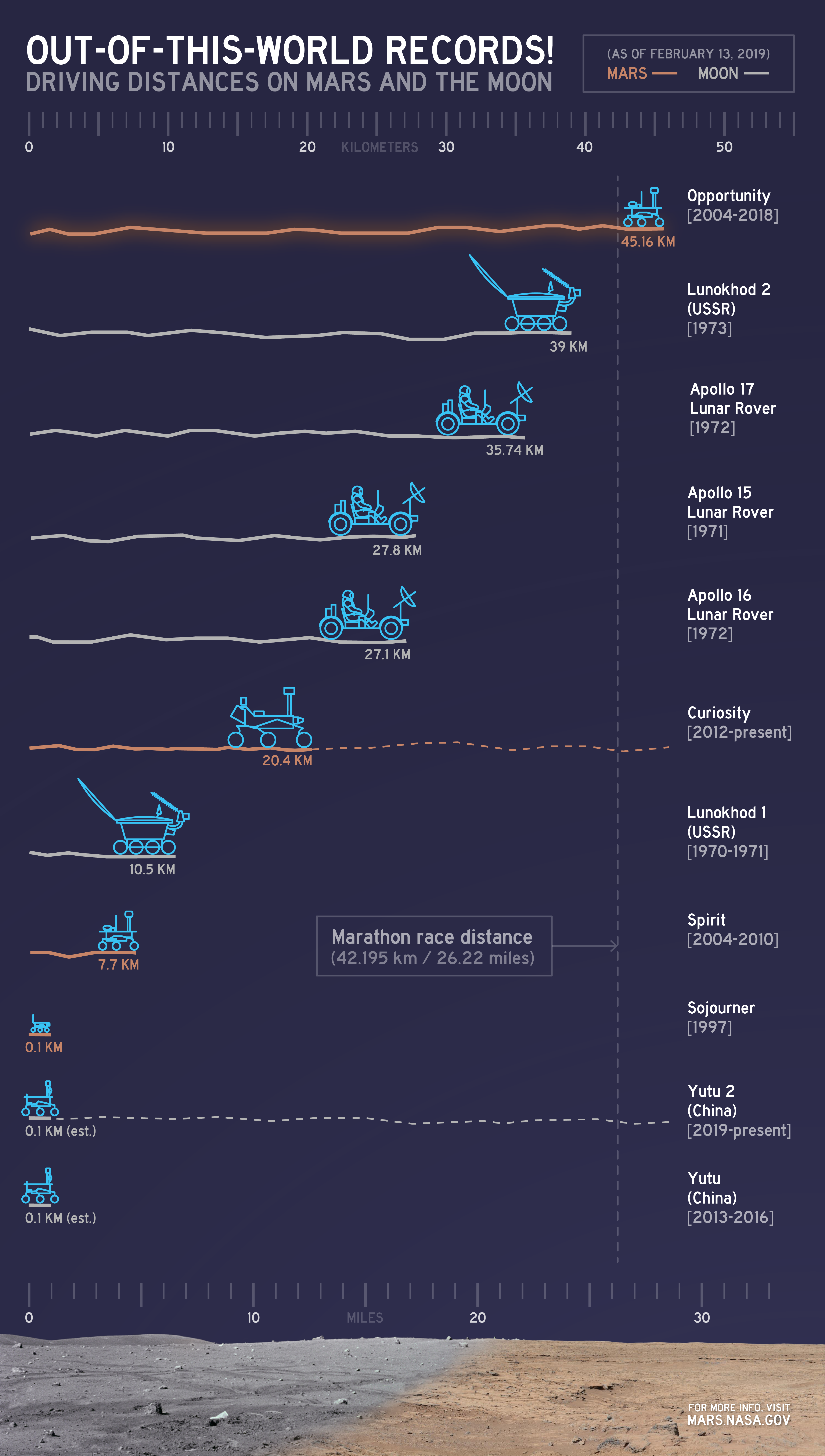
Zurückgelegte Strecken einiger Mond- und Marsrover (Stand: 13. Februar 2019)

Bereits im Vorfeld war klar, dass jede der geplanten Missionen ein eigenes Fahrzeug mitnehmen müsste, da die Entfernung der Landestellen voneinander sehr viel größer war als die Reichweite des Rovers.

### Einsatzgrundsätze
Die Exkursionen mit dem Lunar Roving Vehicle unterlagen verschiedenen Einschränkungen. So mussten die Astronauten immer im Rahmen des sogenannten walk back limits bleiben, d. h. sie mussten zu jedem Zeitpunkt in der Lage sein, bei einem Ausfall des Rovers die Mondfähre zu Fuß zu erreichen, bevor die Sauerstoffreserven ihrer Lebenserhaltungssysteme zur Neige gingen. Ebenfalls berücksichtigt wurde der mögliche Ausfall eines Lebenserhaltungssystems. In diesem Fall hätten die Astronauten die Kühlwasserkreisläufe ihrer Raumanzüge durch Schläuche miteinander verbunden. Der Astronaut mit dem ausgefallenen System hätte sein Notsauerstoffsystem sowie, falls notwendig, auch noch dasjenige seines Kollegen benutzen können und so für etwa zwei Stunden Sauerstoff zur Verfügung gehabt. Dies wäre ausreichend für die Rückfahrt und den Wiedereinstieg in die Mondfähre gewesen.
Im Vorfeld der Missionen wurde auch diskutiert, ob der gleichzeitige Ausfall des Rovers und eines Lebenserhaltungssystems berücksichtigt werden sollte. Dies hätte jedoch eine so weitgehende Einschränkung des Aktionsradius bedeutet, dass die Planer angesichts der äußerst geringen Eintrittswahrscheinlichkeit eines solchen Ereignisses das Risiko in Kauf nahmen.

### Apollo 15
- Gefahrene Strecke: 27,9 km
- Größte Entfernung vom LM: 5 km

Fahrer: David Scott und James Irwin
Nachdem der Aufbau des LRV mehr Zeit als geplant in Anspruch genommen hatte und die Steuerung der Vorderachse nicht funktionierte, wurde das neue Gefährt während der ersten Ausfahrt zur Hadley-Rille ausgiebig getestet. Insbesondere das Navigationssystem erwies sich dabei als sehr exakt. Während zweier weiterer EVAs besuchte man den Mons Hadley und ein weiteres Mal die Hadley-Rille und sammelte insgesamt 76,8 kg an Gesteinsproben.

### Apollo 16
- Gefahrene Strecke: 26,7 km
- Größte Entfernung vom LM: 4,5 km

Fahrer: John Young und Charles Duke
Während dreier EVAs erkundete man neben kleinen Kratern den Stone Mountain sowie den North-Ray-Krater. Beim Rückflug wurde erstmals versucht, mit der auf dem LRV befestigten Kamera die startende Aufstiegsstufe der Mondlandefähre aufzunehmen. Auf dieser Mission versagte die Hinterachssteuerung des LRV. Die Vorderachssteuerung funktionierte diesmal.

### Apollo 17
- Gefahrene Strecke: 35,9 km
- Größte Entfernung vom LM: 7,6 km

Fahrer: Eugene Cernan und Harrison Schmitt.
Besucht wurden das Nord- und Südmassiv in der Nähe des Littrow-Kraters. Am zweiten Tag musste ein abgerissener Kotflügel notdürftig repariert werden. Dazu standen nur an Bord der Mondfähre vorhandene Mittel wie Klebestreifen, zusammengefaltete Mondkarten und Klammern zur Verfügung. Es ist bis heute die einzige erfolgte Reparatur eines Fahrzeuges außerhalb der Erde. Dem LRV von Apollo 17 hat man auch die legendäre Aufnahme des Rückstarts vom Mond zu verdanken. Bereits bei der Vorgängermission war getestet worden, ob es möglich sei, den Rückstart mit der auf dem LRV montierten Fernsehkamera aufzunehmen. Bei Apollo 17 steuerte Mission-Control-Operator Ed Fendell die Kamera von der Erde aus und hielt trotz der durch die Entfernung des Mondes zur Erde bedingten Verzögerung der Steuerungsbefehle um etwa 2,5 s (Signallaufzeit) das startende Raumschiff im Bild, wofür er später von der deutschen Fernsehzeitschrift HÖRZU mit der Goldenen Kamera ausgezeichnet wurde.

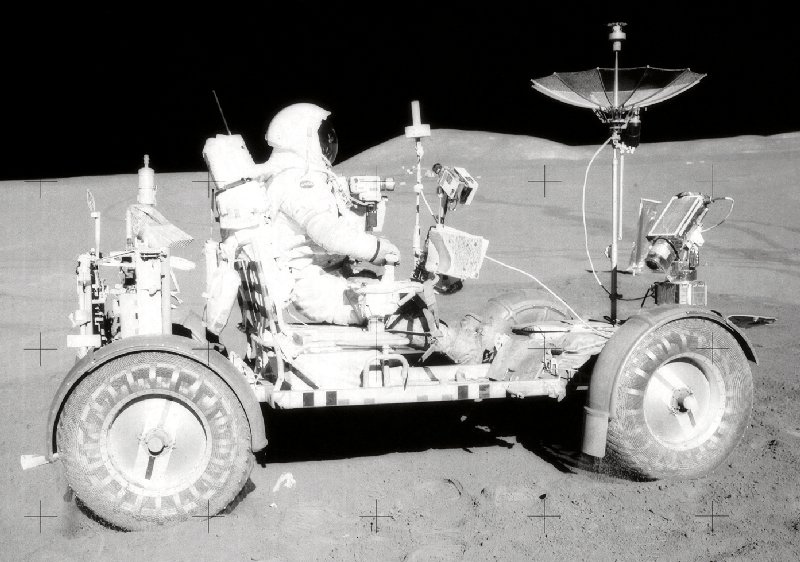
LRV von Apollo 15, David Scott
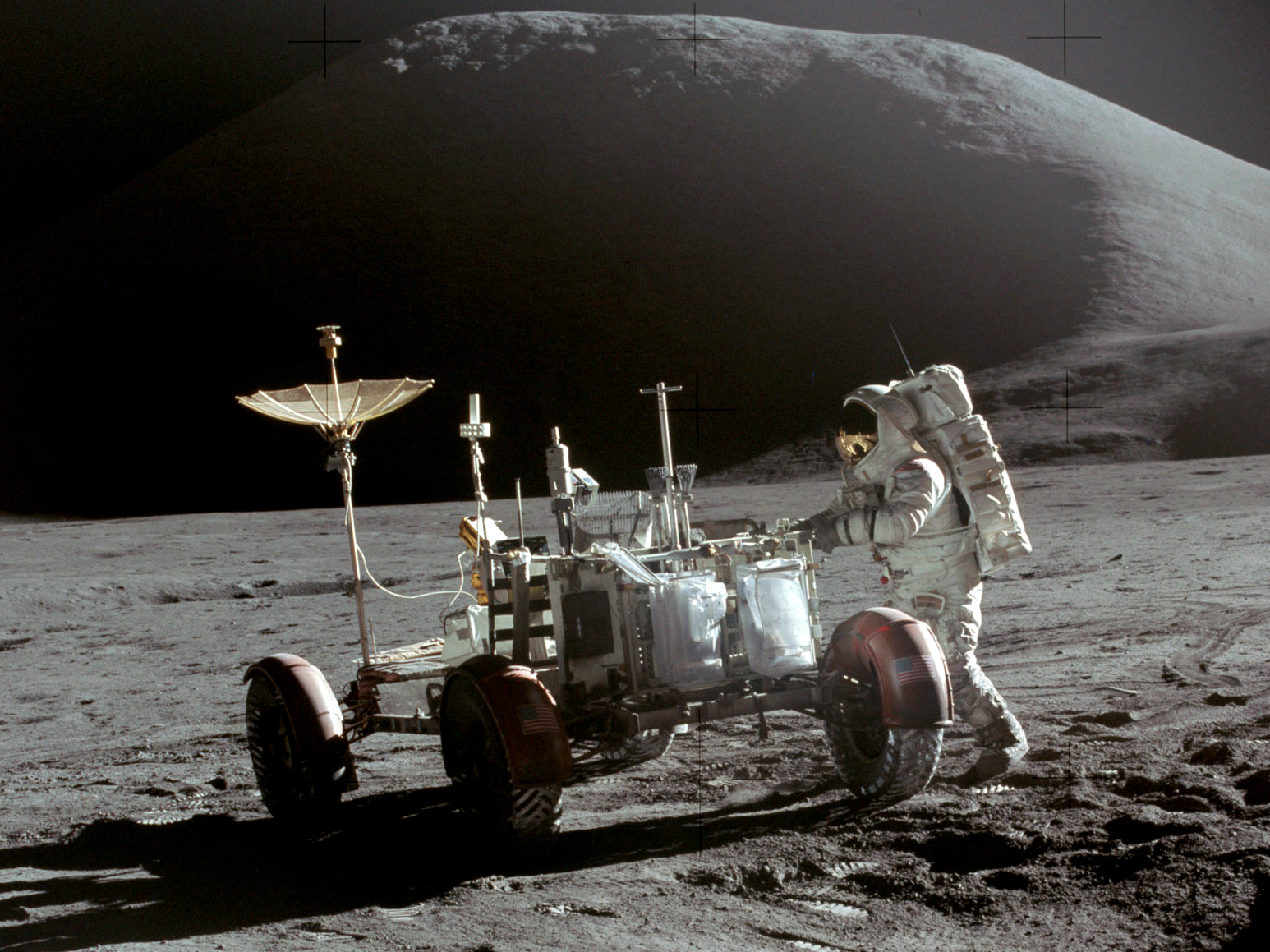
Jim Irwin mit dem LRV der Apollo-15-Mission
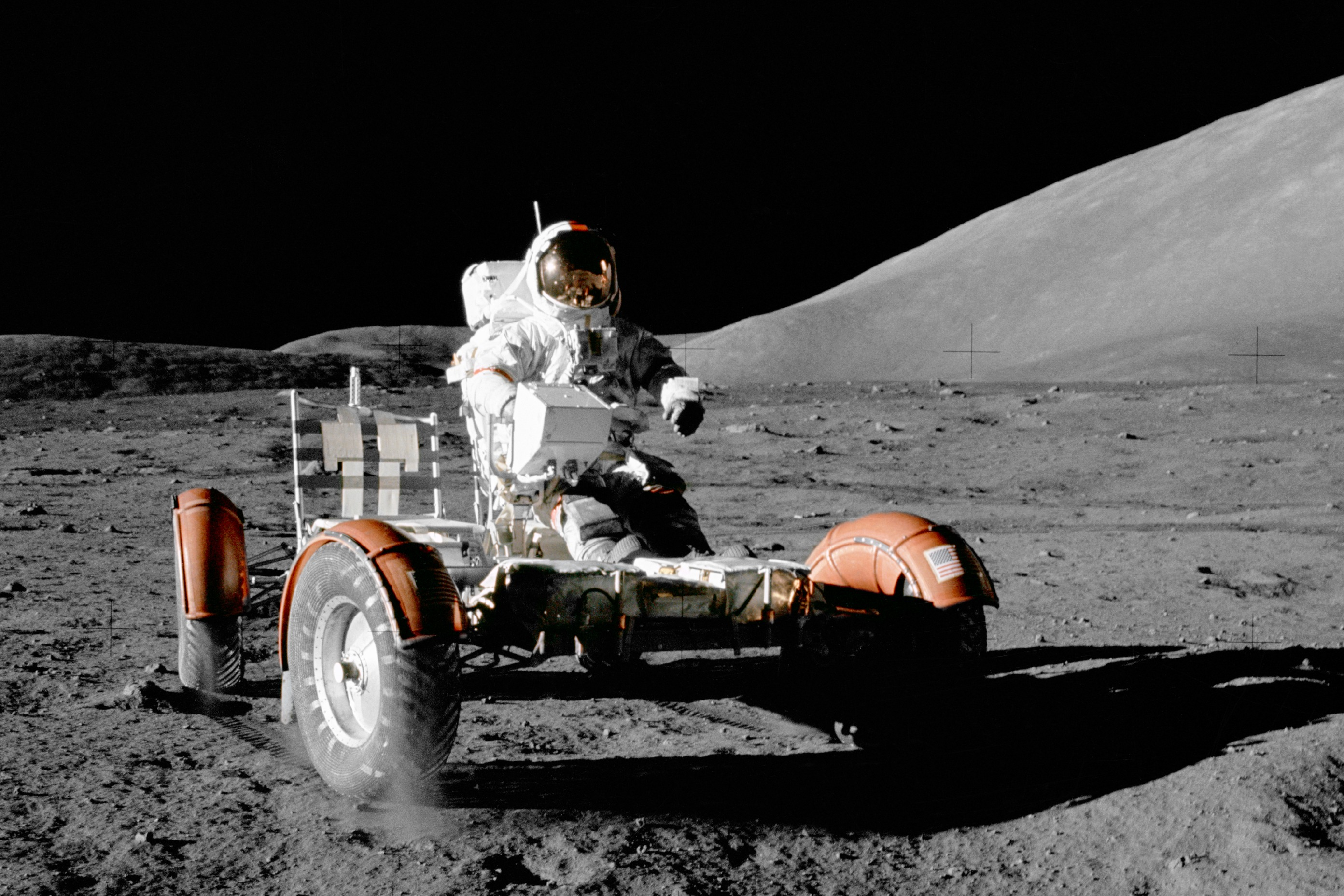
Eugene Cernan mit dem LRV der Apollo-17-Mission am 11. Dezember 1972
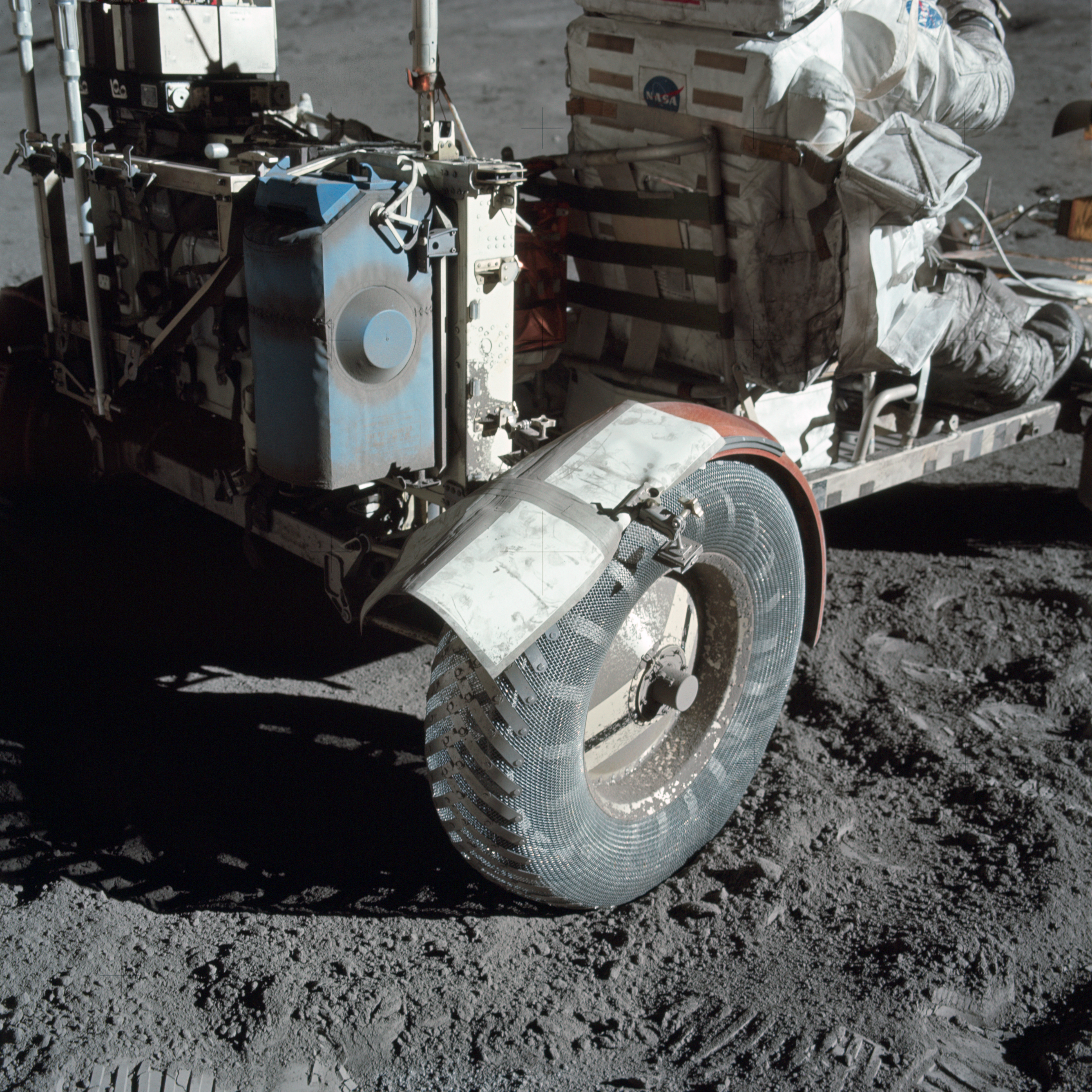
Der reparierte Kotflügel  des LRV von Apollo 17
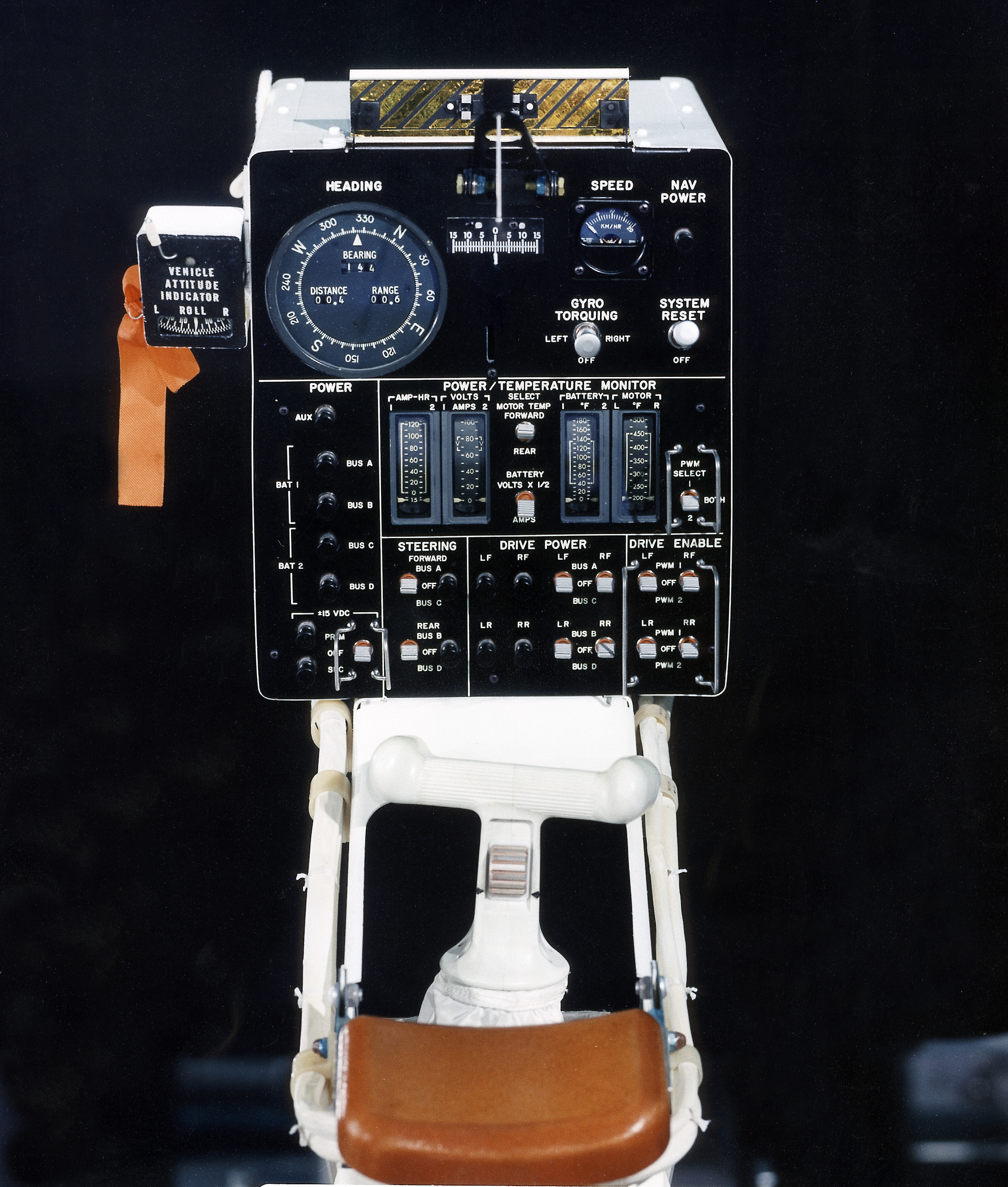
Instrumente des LRV

### Videos
- Rückstart von Apollo 17, mit der LRV-Kamera aufgenommen (MPG, 36 s, 4,8 MB)